# Dalsjöfors
Dalsjöfors är en tätort i Borås kommun. Dalsjöfors ligger 13 km ost-sydost om tätorten Borås. 

## Historia
Samhället Dalsjöfors grundades 1897, i samband med att Dalsjöfors fabriker grundades detta år.
1919 slogs fabriken och Almedahls samman till Almedahls-Dalsjöfors AB.
Fabriken var fram till 1960-talet den dominerande arbetsgivaren på orten. År 1982 meddelades att bomullsväveriet skulle läggas ner.
Dalsjöfors var mellan 1967 och 1974 centralort i Dalsjöfors landskommun. Under den tiden byggdes en idrotts- och simhall i kommundelen.

## Befolkningsutveckling
| Befolkningsutvecklingen i Dalsjöfors 1960–2020 | Befolkningsutvecklingen i Dalsjöfors 1960–2020 | Befolkningsutvecklingen i Dalsjöfors 1960–2020 | Befolkningsutvecklingen i Dalsjöfors 1960–2020 | Befolkningsutvecklingen i Dalsjöfors 1960–2020 |
| ---------------------------------------------- | ---------------------------------------------- | ---------------------------------------------- | ---------------------------------------------- | ---------------------------------------------- |
|                                                |                                                |                                                |                                                |                                                |
| År                                             |                                                |                                                | Folkmängd                                      | Areal (ha)                                     |
| 1960                                           | 1960                                           |                                                | 1 799                                          |                                                |
| 1965                                           | 1965                                           |                                                | 2 143                                          |                                                |
| 1970                                           | 1970                                           |                                                | 2 396                                          |                                                |
| 1975                                           | 1975                                           |                                                | 2 727                                          |                                                |
| 1980                                           | 1980                                           |                                                | 2 975                                          |                                                |
| 1990                                           | 1990                                           |                                                | 3 332                                          | 281                                            |
| 1995                                           | 1995                                           |                                                | 3 454                                          | 285                                            |
| 2000                                           | 2000                                           |                                                | 3 384                                          | 286                                            |
| 2005                                           | 2005                                           |                                                | 3 344                                          | 286                                            |
| 2010                                           | 2010                                           |                                                | 3 362                                          | 288                                            |
| 2015                                           | 2015                                           |                                                | 3 606                                          | 352                                            |
| 2020                                           | 2020                                           |                                                | 3 892                                          | 369                                            |
|                                                |                                                |                                                |                                                |                                                |

## Samhället
Den äldre småhusbebyggelsen ligger runt Stora Dalsjön, som även har en större badplats. Dalsjöfors har på senare år restaurerats, både hus och parker har blivit mer moderna.

På orten finns två F-3 skolor, Tummarpskolan och Kerstinsgården samt en mellan- och högstadieskola, Dalsjöskolan.

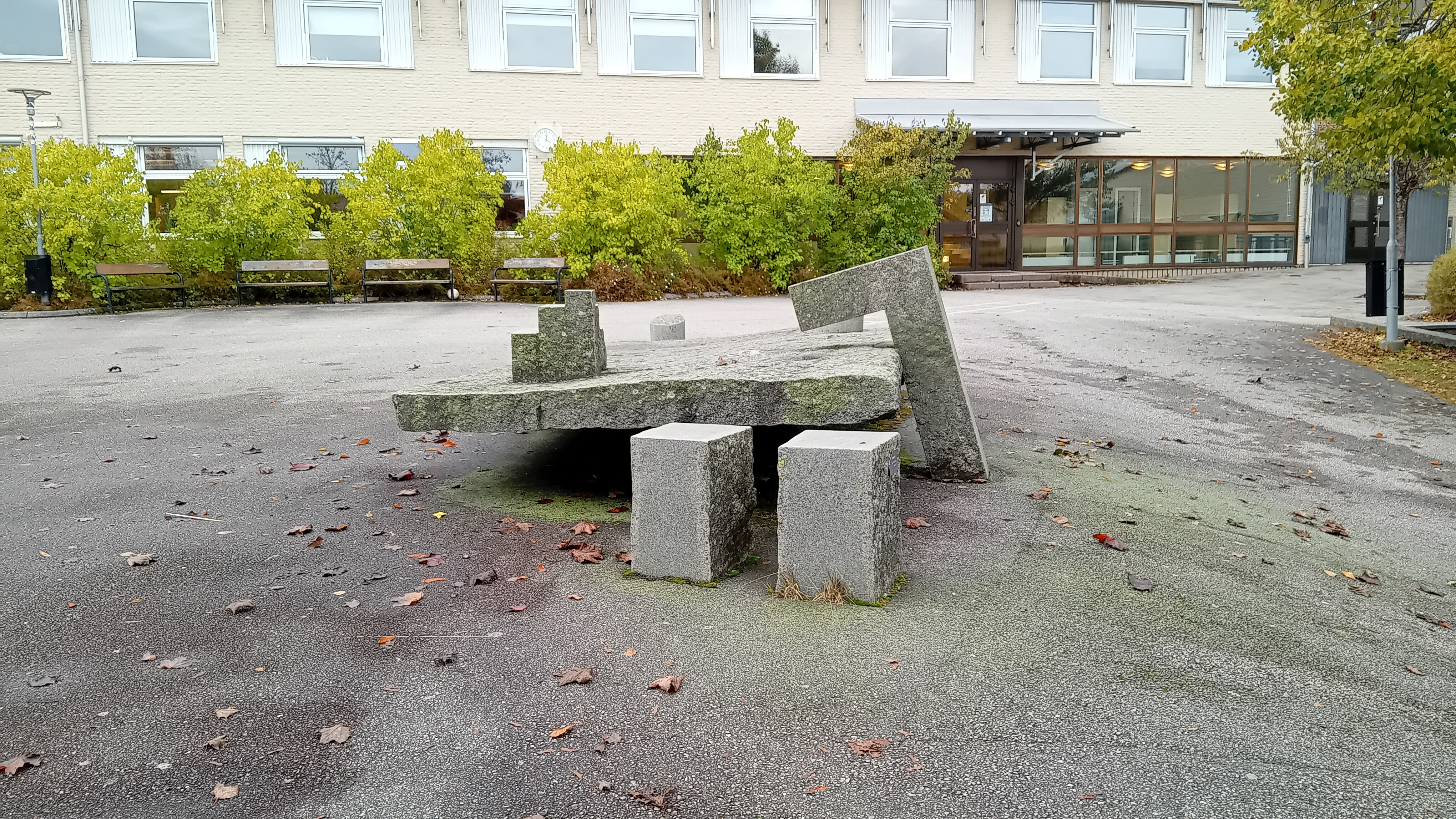
Skulpturen Atlantis utanför Dalsjöskolan, 2024. Notera att skulpturen är skadad vid denna bild.

 Utanför Dalsjöskolan finns skulpturen "Atlantis" av Leo Pettersson.
I samhället finns i dag ingen kvarvarande bank, sedan Sparbanken Sjuhärad avvecklat sitt kontor 2019 och SEB sitt 2008.

## Näringsliv
Dalsjöfors slakteri ligger inte i själva tätorten utan vid närbelägna gården Senåsa på vägen mot Gånghester och Målsryd. Slakteriet bedrevs i mindre skala fram till 1983 när det utvidgades till den större anläggningen Dalsjöfors kontrollslakteri. År 2015 köpte KLS Ugglarps aktiemajoriteten i företaget.

### Handel
Dalsjöfors har flera handelsverksamheter spridda längs med de större genomfartsvägarna i samhället. Här finns bland annat Konsumhallen.
Dalsjöfors är en av få orter där den kooperativa butiken drivs av en lokal konsumentförening, Dalsjöfors konsumentförening (tidigare Dalsjöfors kooperativa handelsförening). Till skillnad från de flesta andra konsumentföreningar inom KF använder butiken fortfarande namnet Konsum och har behållit den "liggande åttan" som symbol. Föreningen grundades 1925 och öppnade sin första butik i fastigheten Karlsdal. År 1927 uppgick Nitta kooperativa handelsförening i Dalsjöforsföreningen varpå man fick en filial i Nitta. Det följdes av filialer i Målsryd 1928, Gånghester runt 1930, Dannike 1946 och ytterligare en i Dalsjöfors 1946. Dessa filialer avvecklades sedermera.

### Bankväsende
År 1909 grundades Ås härads lån- och sparkassa. Banken hade kontor i Dalsjöfors och Nitta. Den övertogs i januari 1919 av då nybildade Borås bank. Borås bank uppgick i sin tur 1942 i Skandinaviska banken. Orten hade även ett sparbankskontor tillhörande Borås sparbank.
SEB lade ner kontoret i Dalsjöfors i oktober 2008. Den 28 juni 2019 stängde även Sparbanken Sjuhärad sitt kontor, varefter orten saknade bankkontor.
Den 17 februari 2025 stängdes den enda bankomaten i Dalsjöfors ner.

## Sport
Dalsjöfors GOIF är huvudsakligen en fotbollklubb men har även lag i orientering och boule. Klubbens damlag spelade fotboll i allsvenskan 2011. Herrlaget spelar i division 4. De spelar sina hemmamatcher på Gårdavallen. Det finns även möjlighet att utöva brottning med Dalsjöfors brottarklubb. Man kan också träna och spela tennis med Dalsjöfors Tennisklubb. Sedan år 2021 finns även möjligheten att spela padel på Dalsjöfors Padelplace.